# Агапцов, Сергей Анатольевич
Серге́й Анато́льевич Агапцо́в (род. 25 декабря 1961, Пронин, Волгоградская область) — российский политический деятель.

## Биография

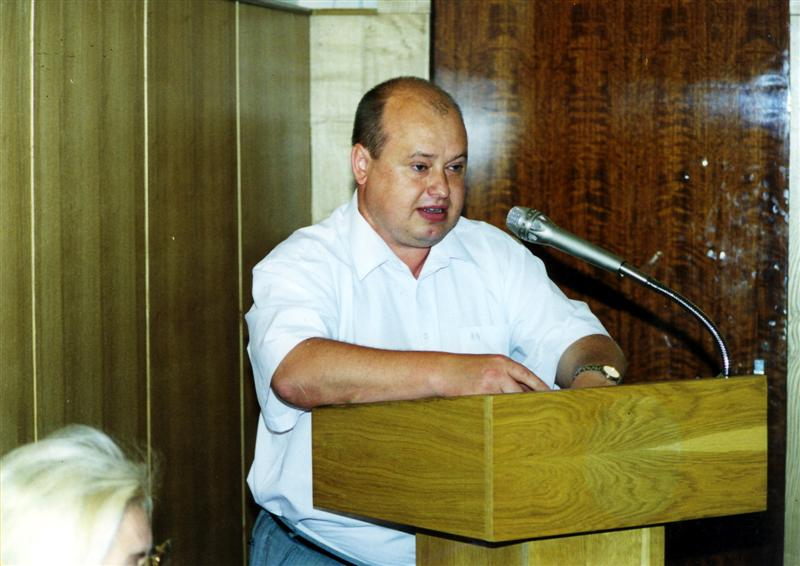
На заседании Волгоградской областной думы

Родился 25 декабря 1961 года на хуторе Пронин Серафимовичского района Волгоградской области.
В 1981 году с отличием окончил Михайловское педагогическое училище. В 1986 году с отличием окончил Волгоградский государственный университет, получил квалификацию историка, преподавателя истории и обществоведения. После этого до 1989 года работал учителем в средней школе Волгограда, старшим преподавателем истории в Волгоградском сельскохозяйственном институте, консультантом Дома политического просвещения.
С 1989 по 1992 год обучался в очной аспирантуре Академии общественных наук при ЦК КПСС. По итогам обучения в 1992 году защитил кандидатскую диссертацию по теме «Становление партийно-государственной системы власти: историко-политический анализ (октябрь 1917—1924 гг.)». В 1992—1995 годах работал преподавателем. Одновременно с этим в 1994—1995 годах прошёл переподготовку в Волгоградской академии государственной службы, получил квалификацию финансового менеджера.
С января 1995 года работал на Волгоградском заводе тракторных деталей и нормалей в должности заместителя генерального директора, а с 1996 года — генеральным директором. На этой должности работал до назначения в Совет Федерации в 2001 году.
В 1997 году защитил докторскую диссертацию по экономике в РАНХиГС, тема: «Предпринимательство как инновационная система хозяйствования в машиностроении». В следующем году получил учёное звание профессора по кафедре экономики и менеджмента.
В 1998 году был избран депутатом Волгоградской областной Думы, в которой возглавил комитет по бюджету и налогам.
В 1999 при поддержке КПРФ баллотировался на пост мэра Волгограда, занял 3-е место. В 2000 возглавлял предвыборный штаб действующего главы администрации области коммуниста Николая Максюты на выборах губернатора.
В 2000 году в рейтинге самых влиятельных людей России журнала «Эксперт» вошёл в списки самых влиятельных предпринимателей и политиков в Волгоградской области.
В январе 2001 года глава администрации Волгоградской области Николай Максюта принял решение о назначении Сергея Агапцова членом Совета Федерации от исполнительного органа государственной власти Волгоградской области. Полномочия признаны 25 января 2001 года. В Совете Федерации возглавлял комиссию по взаимодействию со Счётной палатой; входил в комитеты по бюджету, налоговой политике, финансовому, валютному и таможенному регулированию, банковской деятельности; по бюджету; в комиссии по информационной политике; по контролю за обеспечением деятельности Совета Федерации. Полномочия прекращены досрочно 9 июня 2004 года в связи с переходом в Счётную палату.
9 июня 2004 года Совет Федерации назначил Сергея Агапцова аудитором Счётной палаты Российской Федерации. 31 марта 2010 года Совет Федерации принял решение продлить его полномочия ещё на один срок с 9 июня 2010 года. 25 сентября 2013 года по представлению Президента Российской Федерации вновь назначен Советом Федерации на должность аудитора Счётной палаты. В сентябре 2019 года покинул Счётную палату в связи с истечением 6-летнего срока полномочий.
Академик Российской академии естественных наук.

## Семья
Женат, имеет двух детей.

## Награды
Имеет следующие награды:
- Орден Александра Невского (9 сентября 2019)[14]
- Орден Почёта
- медаль «За заслуги в проведении Всероссийской переписи населения»
- Почётная грамота Президента Российской Федерации (13 декабря 2011) — за достигнутые трудовые успехи и многолетнюю добросовестную работу[15]
- Благодарность Президента Российской Федерации (30 декабря 2003) — за активное участие в законотворческой деятельности
- Почётная грамота Правительства Российской Федерации
- ведомственные награды.